# Autist Spectrum Quotient
Autist Spectrum Quotient, mått på en persons drag av autism grundat på en enkät som publicerades av Simon Baron-Cohen 2001. Liknande skattningsskalor är exempelvis observationsschemat ADOS.